# اچ‌ام‌اس پوما (اف۳۴)
اچ‌ام‌اس پوما (اف۳۴) (به انگلیسی: HMS Puma (F34)) یک کشتی بود. این کشتی در سال ۱۹۵۴ ساخته شد.